# Catalunya tuyên bố độc lập
Tuyên bố độc lập của Catalunya  là một nghị quyết đã được Quốc hội Catalunya thông qua vào ngày 27 tháng 10 năm 2017, tuyên bố Catalonia độc lập từ Tây Ban Nha và việc thành lập một nước Cộng hòa Catalonia độc lập.
Vào ngày 10 tháng 10, sau cuộc trưng cầu dân ý độc lập, một văn bản thành lập Catalunya là một nước cộng hòa độc lập đã được một số thành viên của Quốc hội ký kết bên ngoài phiên họp toàn quốc hội. 56 nghị sĩ của phe đối lập từ chối tham dự cuộc bầu cử vào ngày 27 tháng 10 sau khi các dịch vụ pháp lý của Quốc hội Catalan khuyên rằng việc bỏ phiếu không thể diễn ra vì luật lệ mà cơ quan này dựa vào đã bị đình chỉ bởi Toà án Hiến pháp Tây Ban Nha 

## Phản ứng của Madrid
Vài giờ sau khi nghị quyết được thông qua, Thủ tướng Mariano Rajoy của Tây Ban Nha tuyên bố rằng, dựa vào Điều 155 như đã được Thượng viện Tây Ban Nha chấp thuận, chính phủ Tây Ban Nha sa thải Thủ hiến Carles Puigdemont và giải tán nghị viện Catalonia chỉ vài giờ sau khi vùng này tuyên bố trở thành quốc gia độc lập. Ngày 30 tháng 10 là ngày đầu tiên công chức, viên chức Catalunya làm việc dưới sự kiểm soát trực tiếp từ chính phủ trung ương sau khi vùng này bị tước quyền tự trị. Đa phần các cơ quan tuân thủ mệnh lệnh khi ảnh của Carles Puigdemont không còn hiện diện tại các đồn cảnh sát và trụ sở nhiều cơ quan công quyền. Chính phủ Tây Ban Nha cũng tiếp tục kêu gọi giới chức Catalonia chấp hành nếu không muốn mất việc. Phó Thủ tướng Soraya Sáenz de Santamaría làm người đứng đầu lâm thời Catalonia cho đến khi vùng này tổ chức bầu cử dự kiến vào ngày 21 tháng 12.
Ngày 30 tháng 10, Công tố viện Tây Ban Nha thưa Carles Puigdemont ra tòa. Tổng công tố viên José Manuel Maza nói rằng, các cáo buộc bao gồm nổi loạn, chống lại quyền lực nhà nước và tham ô quỹ công cộng và về việc tạm giam Carles Puigdemont. Bản cáo trạng cũng bao gồm ông phó thủ hiến Catalonia Orio Junqueras. Nếu bị kết tội, Carles Puigdemont có thể bị tù đến 30 năm. Hiện Carles Puigdemont đang ở Brussel, có thể ông sẽ xin tị nạn ở Bỉ.

## Phản ứng của quốc tế
Ngay sau khi tuyên bố, Cộng hòa Catala đã không nhận được sự công nhận từ bất kỳ quốc gia có chủ quyền nào. Hiện tại, Andorra, Argentina, Brazil, Bulgaria, Canada, Colombia, Croatia, Síp, Cộng hòa Séc, Estonia,  Pháp, Gruzia, Đức, Guatemala, Indonesia, Ireland, Italy, Latvia, Litva, Malta, Mexico, Moldova, Na Uy, Panama, Ba Lan, Bồ Đào Nha, Romania, Serbia, Thổ Nhĩ Kỳ, Ukraina, Anh quốc, Hoa Kỳ và Việt Nam đã ban hành các tuyên bố không thừa nhận Cộng hòa Catalan như là một thực thể độc lập và ủng hộ toàn vẹn lãnh thổ của Tây Ban Nha.